# Міяко-одорі
Міяко-одорі (яп. 都をどり, Miyako Odori) — один з чотирьох великих фестивалів, який проводиться у п'яти районах гейш міста Кіото, Японія. Танці, пісні та театральні вистави виконуються майко та ґейко з району Ґіона. Мотиви для вистав беруться з класичної японської культури, зокрема з фольклору та казок. Дійство проводиться щорічно з 1 до 30 квітня у театрі Ґіон Кабурендзе.
Назва «Міяко-одорі» означає «танці столиці», хоча фестиваль з'явився вже після того, як столицею Японії став Токіо. Вибір імені продиктований бажанням зберегти імідж Кіото як «культурної столиці».

## Історія
Вперше цей фестиваль був проведений 15-31 травня 1872 року, під час виставки, спрямованої на створення іміджу Кіото як міста з багатою культурою та історією.
Під час правління імператора Тайсьо фестиваль називався Бецу-одорі (яп. 別踊, «особливі танці»). Потім назву змінили на «Міяко-одорі» в старій орфографії.
З 1944 до 1949 року фестиваль не проводився через Другу світову війну.

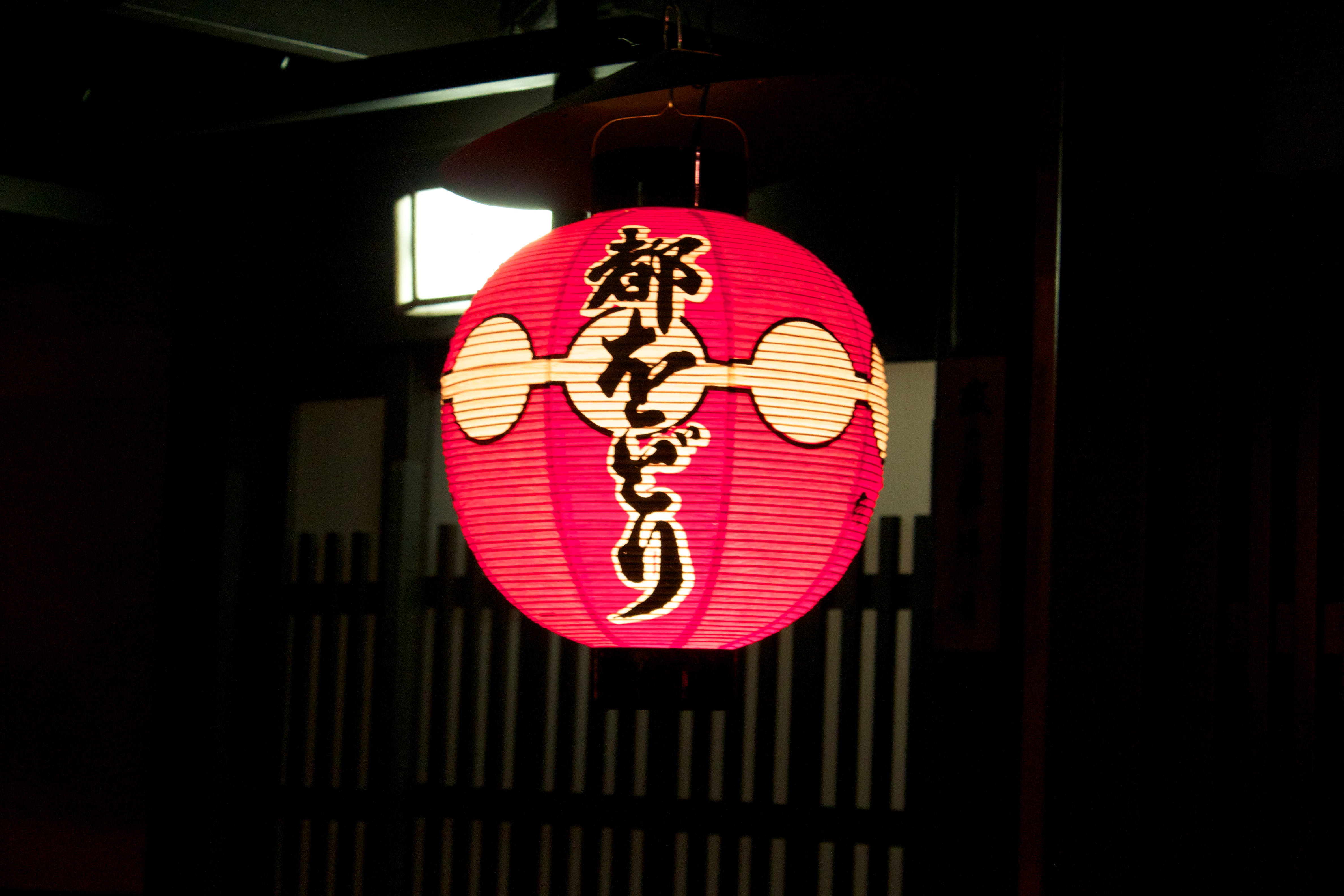
Японський ліхтар з  написом «Міяко-одорі»
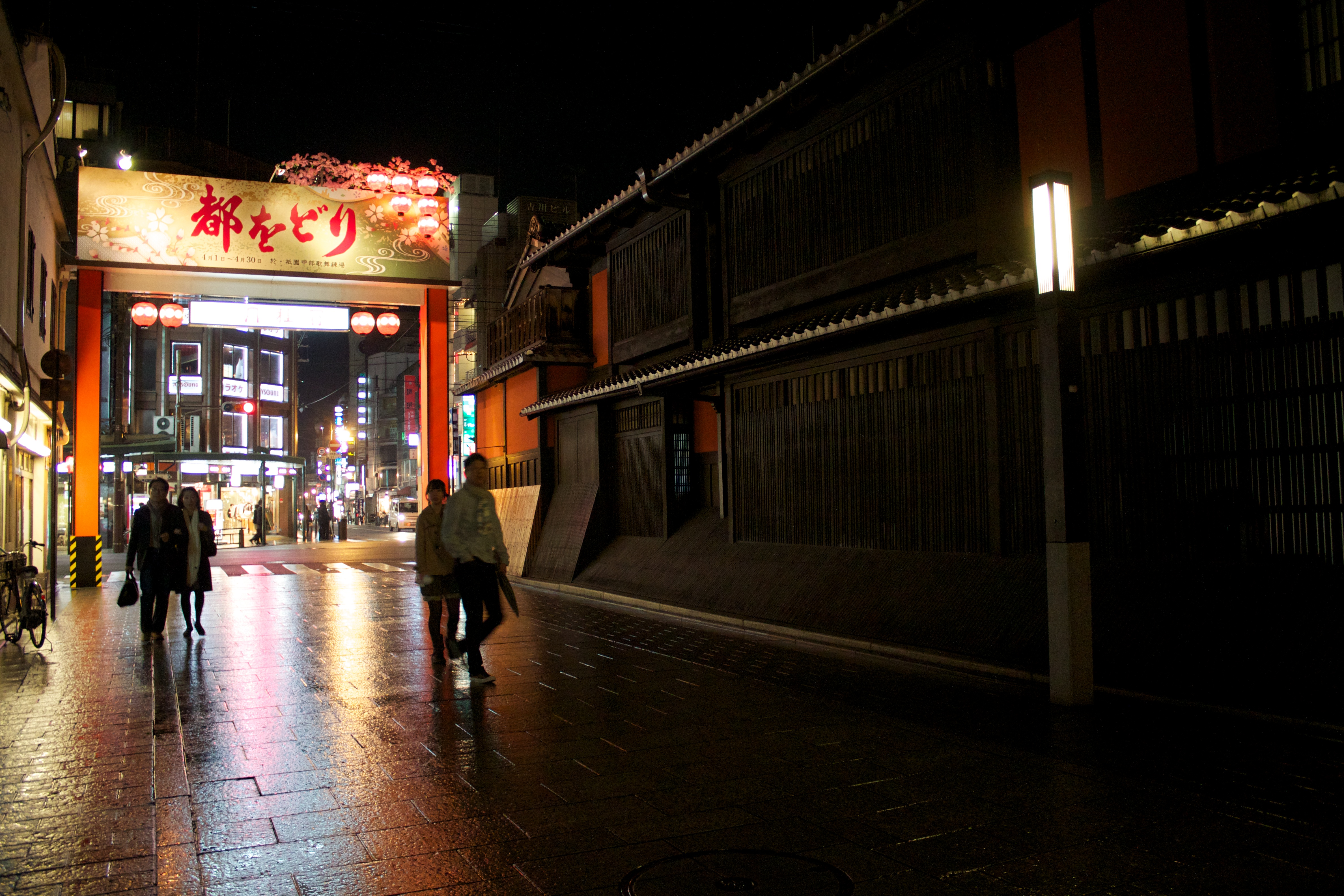
Реклама фестиваля

## Вистава
Вистава триває до восьми актів і проводиться на сцені, прикрашеній відповідними декораціями. На задньому плані розташовуються ширми. У кожному акті розігрується сценка, в якій беруть участь від двох до п'яти гейш. Обабіч сцени сидять гейші-акомпаніатори з сямісенами, флейтами фуе і цудзумі (невеликими барабанами). Актриси одягнені в костюми, відповідно до епохи, а учасниці фінального танцю одягнені в блакитні або зелені кімоно з короткими рукавами, з малюнком пелюсток сакури. Для останнього танцю виконавцям роблять особливу зачіску цубусі-сімада. Цей фестиваль — єдиний час, коли всі майко і гейші, які беруть участь у заході, носять однакові кімоно і зачіски, незалежно від тривалості навчання.
За день проводиться 4 вистави: о 12:30, 14:00, 15:30 і о 16:50 за місцевим часом. Одна вистава триває близько години.

Танець в особливих кімоно
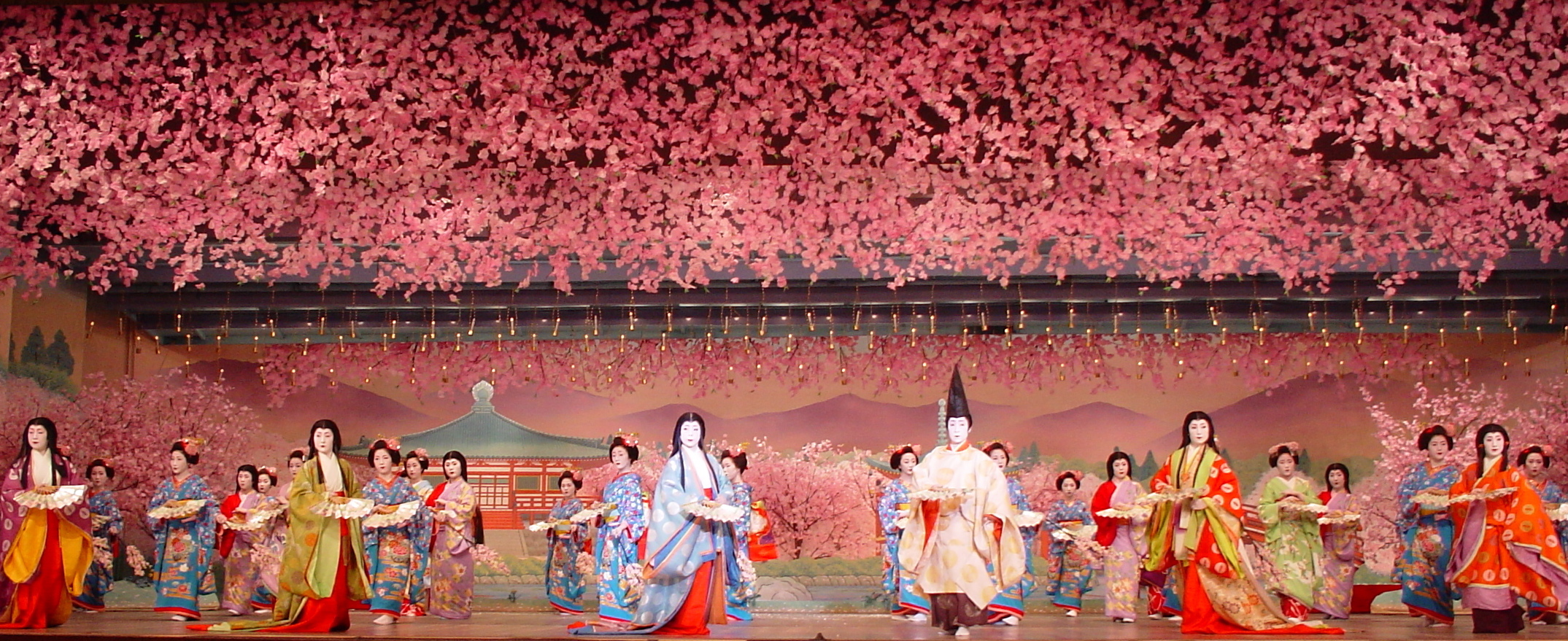
Танець в історичних костюмах
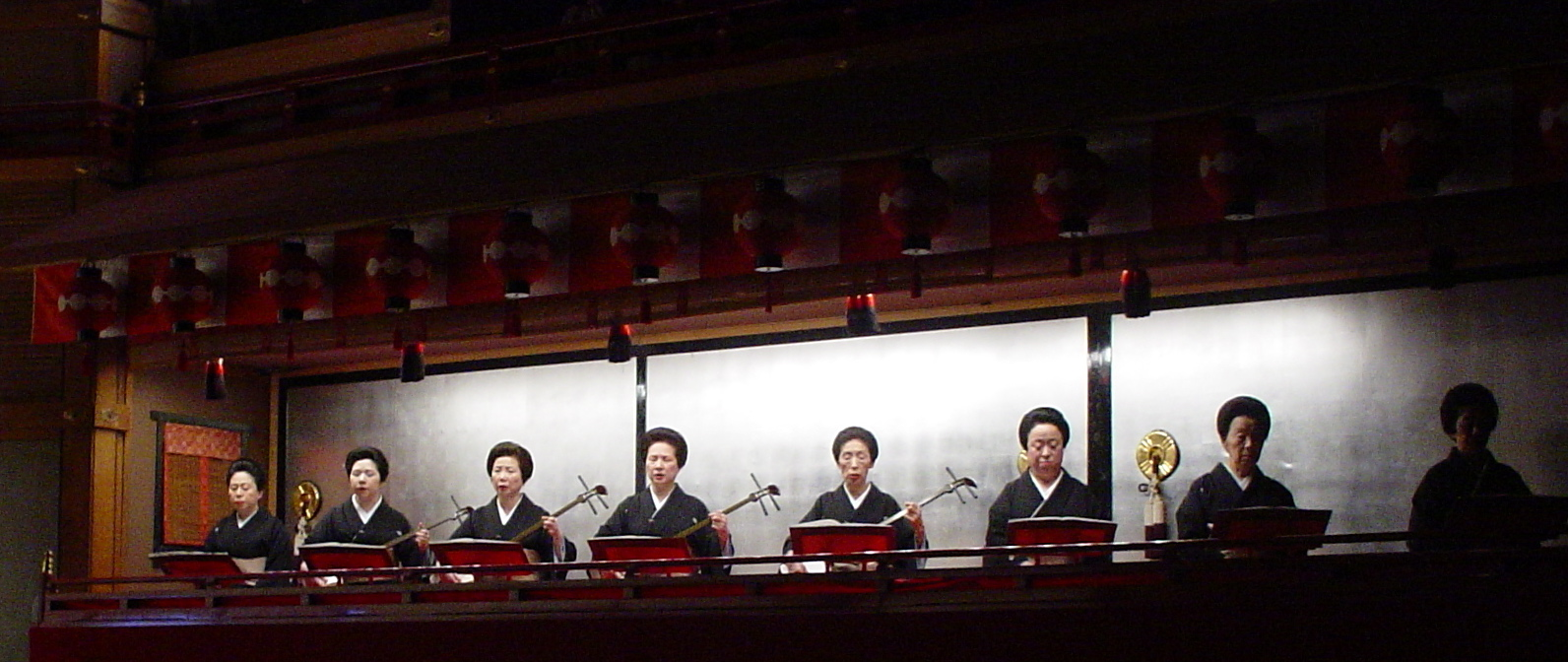
Гейші-акомпаніатори

## Квитки
Є три типи квитків:
- 2000 єн: найпростіші сидячі місця на третьому поверсі театру, місця не бронюються.
- 4000 єн: броньовані квитки на другому поверсі.
- 4500 єн: броньовані квитки на першому поверсі. За 40 хвилин до основного виступу проводиться особлива чайна церемонія, чай заварює гейша, одягнена в формальне кімоно і з зачіскою «цубусі-сімада», яку гейші носять тільки протягом Міяко-одорі. Гейші асистує одна або дві майко. Крім того, глядачам які купили квитки за 4500 єн, вручається невеликий сувенір[10].

Квитки можна замовити у дистриб'юторів або по телефону. Через Інтернет квитки продаються на офіційному сайті.

Чайна церемонія перед Міяко-одорі
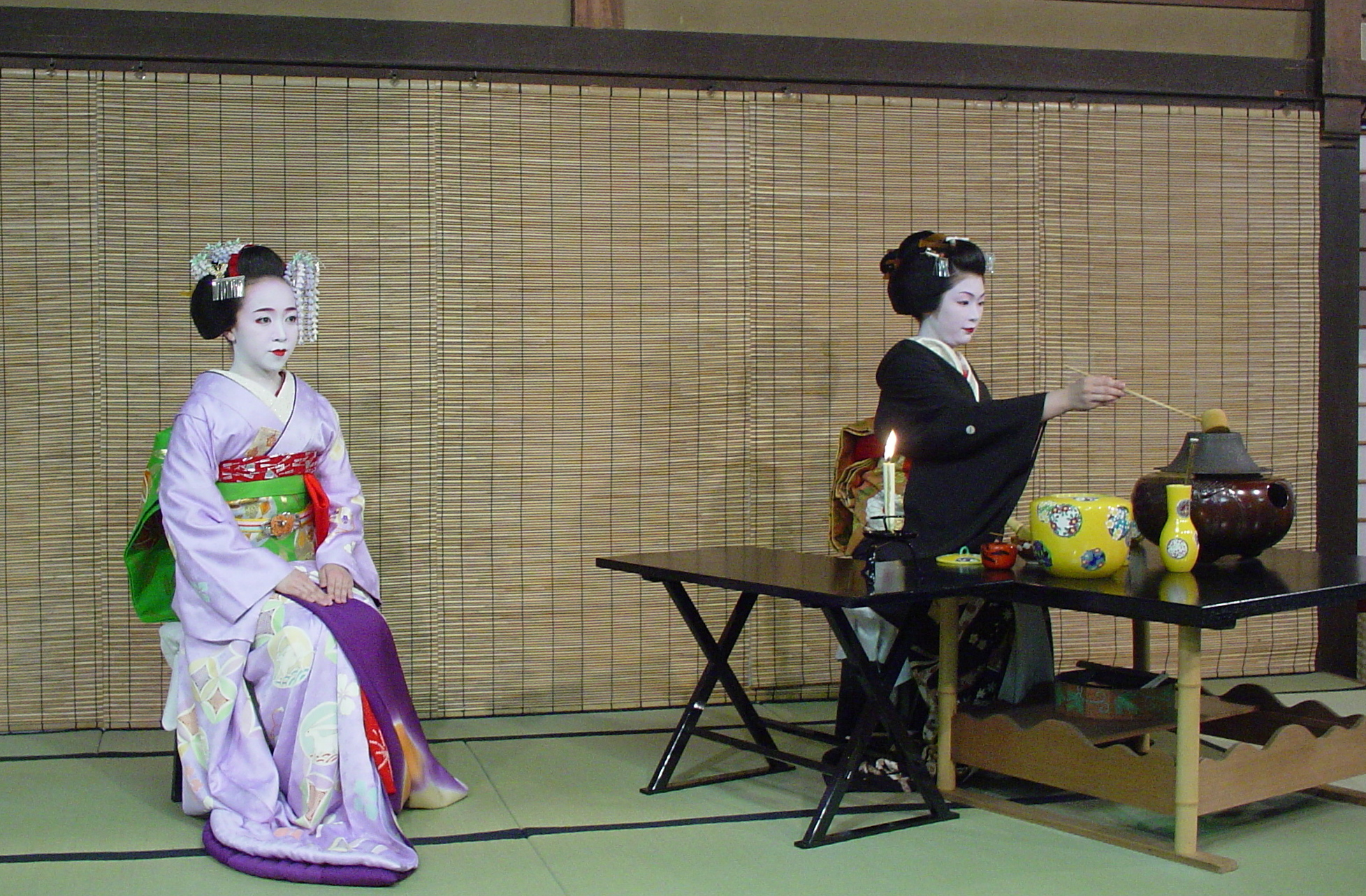
«Хікае» (яп. 控え), майко Коай, асистує «темае» (яп. 手前), гейшу, яка проводить чайну церемонію
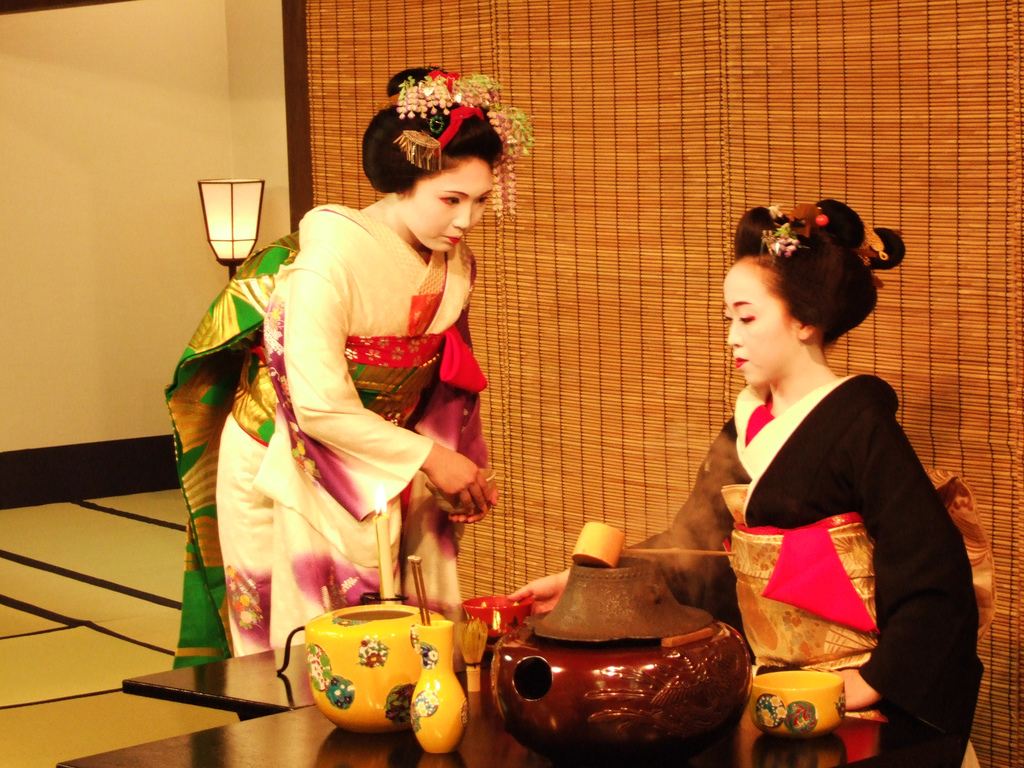
Коай проводить чайну церемонію у ролі гейші